# Wietrzychowice (Kujavsko-pomořské vojvodství)
Wietrzychowice je vesnice v Polsku, v Kujavsko-pomořském vojvodství, asi 75 km jižně od Toruně, v okresu Wloclawek, ve gmině Izbica Kujawska.
V letech 1919–1975 patřila vesnice k Poznaňskému vojvodství a v letech 1975–1998 k Wloclawskému vojvodství. Podle sčítání lidu v březnu 2011 měla 157 obyvatel. Je 13. největší vesnici obce Izbica Kujawska.

## Archeologická památková rezervace
V lese u vesnice se nachází archeologická památková rezervace – prehistorický hřbitov s mohylami. Hřbitov založily kmeny pastýřů a rolníků, kteří zde žili před 5500 lety. Vzhledem k velikosti hrobek (až 150 m délky), které vypadají jako malé kopce s výškou asi 2–3 m, říká se jim také „polské pyramidy“.
V těchto kmenech se vyvinul náboženský systém, který se projevoval ve stavění velkých kameno-hlinitých staveb (mohyl). Tyto obrovské náspy měly formu podlouhlého trojúhelníku, jehož délka často dosahovala 150 m. Byly pokryty balvany a většími kameny, jejichž hmota v horní částí dosahovala 7 až 10 tun; jak se hrobka zužovala, byly i kameny menší. Díky této konstrukci kameny nepadaly a mohly trvat tisíce let téměř beze změny. V hlavních částech mohyl jsou mezery v kamenných vyzdívkách, pravděpodobně to byly vchody do dřevěných komor určených pro pohřební obřady.
Pro stavbu jedné hrobky bylo v průměru použito přibližně 150 m3 kamenů a přibližně 1000 m3 země. Přepravu stavebních materiálů vzhledem k velikosti a značné hmotnosti kamenných bloků pravděpodobně obstarávala volská spřežení. V těchto hrobech, kterým se podle Oskara Kolberga říká „žalky“ byli pohřbeni jenom muži,. Studie ukázaly, že se jednalo o jednotlivé pohřby. Mrtví byli umístění vzpřímeně na zádech. Hlavy mrtvých směřovaly k čelu hrobky.
Zařízení hrobky, obvykle skromné, bylo nejčastěji omezeno pouze na jeden pazourkový nástroj, část plavidla nebo vápenec, což naznačuje jeho symbolický charakter. Projevem zájmu o posmrtný život zesnulého a vyjádřením uznání příbuzných byla nakonec sama pyramida a obrovská práce, kterou bylo postavení velké hrobky v souladu s vládnoucím pohřebním zvykem.
Podle konstrukce se tyto hrobky spolu s jejich vnitřní častí, postavenou z velkých kamenů, zahrnují mezi tzv. megalitické hrobky. Pocházejí z eneolitu a představují nejstarší hrobní náspy v Polsku, spojené s kulturou nálevkovitých pohárů (konec 4. a začátek 3. tisíciletí př. n. l.) Vznikly tedy dřív než egyptské pyramidy.
Hrobky byly pravděpodobně určeny pro náčelníky, místní panovníky, kněze a nejstarší členy kmene. Na vrcholcích hrobek se nacházejí zbytky pozdějších slavností a obřadů na počest zesnulých. Byly pravděpodobně také místem kultovních rituálů prováděných za účasti celé komunity.